# Onthophagus lebasi
Onthophagus lebasi är en skalbaggsart som beskrevs av Antoine Boucomont 1932. Onthophagus lebasi ingår i släktet Onthophagus och familjen bladhorningar. Inga underarter finns listade i Catalogue of Life.